# Cabezarados
Cabezarados település Spanyolországban, Ciudad Real tartományban. Cabezarados Abenójar, Ciudad Real és Almodóvar del Campo községekkel határos. Lakosainak száma 297 fő (2024).

## Népesség
A település népessége az elmúlt években az alábbi módon változott:
| Lakosok száma | 390  | 371  | 364  | 341  | 351  | 324  | 325  | 322  | 307  | 297  |
|               | 2001 | 2004 | 2006 | 2009 | 2011 | 2014 | 2016 | 2019 | 2021 | 2024 |